# Moschus leucogaster
Moschus leucogaster is een zoogdier uit de familie van de muskusherten (Moschidae). De wetenschappelijke naam van de soort werd voor het eerst geldig gepubliceerd door Hodgson in 1839.

## Voorkomen
De soort komt voor in Bhutan, China, India en Nepal.
Moschus anhuiensis · Oost-Chinees muskushert (M. berezovskii) · Himalayamuskushert (M. chrysogaster) · Kashmirmuskushert (M. cupreus) · Zwart muskushert (M. fuscus) · Witbuikmuskushert (M. leucogaster) · Siberisch muskushert (M. moschiferus)